# La Versanne
La Versanne är en kommun i departementet Loire i regionen Auvergne-Rhône-Alpes i centrala Frankrike. Kommunen ligger i kantonen Bourg-Argental som tillhör arrondissementet Saint-Étienne. År 2022 hade La Versanne 386 invånare.

## Befolkningsutveckling
Antalet invånare i kommunen La Versanne
| Referens: INSEE |